# Stereocaulon granulans
Stereocaulon granulans är en lavart som beskrevs av Sipman. Stereocaulon granulans ingår i släktet Stereocaulon och familjen Stereocaulaceae.   Inga underarter finns listade i Catalogue of Life.